# Not Too Late
Not Too Late es el tercer álbum de la cantante Norah Jones, lanzado en 2007. En su primera semana en Estados Unidos vendió medio millón de copias, de la fecha de lanzamiento hasta junio lleva más de 5 500 000 millones de copias vendidas. Además, se ha mantenido en los primeros lugares de venta en México y Argentina. En la tienda electrónica iTunes, Thinking About You, el primer sencillo del disco, se posicionó en primer lugar de pedidos y el álbum ha estado en primer lugar de ventas por más de 3 semanas.
El disco consta de una versión normal y una de edición de lujo que incluye un DVD.

## Listado de canciones versión CD
1. "Wish i Could" (Norah Jones, Lee Alexander) – 4:18
2. "Sinkin Soon" (Lee Alexander, Jones) – 4:38
3. "The Sun Doesn't Like You" (Norah Jones, Lee Alexander)– 2:59
4. "Until The End" ((Norah Jones, Lee Alexander) – 3:56
5. "Not My Friend" (Norah Jones) – 2:54
6. "Thinking About You" (Norah Jones, Ilhan Ersahin) – 3:20
7. "Broken" (N.Jones, L. Alexander) – 3:20
8. "My Dear Country" (Norarh Jones) – 3:25
9. "Wake Me Up" (Norah Jones, Lee Alexander)– 2:46
10. "Be My Somebody" (Norah Jones) – 23:36
11. "Little Room" (Norah Jones) – 2:43
12. "Rosie's Lullaby" (Norah Jones, D. Oda) – 3:56
13. "Not Too Late" (Norah Jones, Lee Alexander) – 3:33

## Listado de canciones versión DVD
1. "Thinking About You" Videoclip
2. "Until The End" Videoclip
3. "Sinkin' Soon" Videoclip
4. Entrevista con Norah Jones
5. "Thinking About You" Detrás de cámara
6. ""Sinkin' Soon" Detrás de Cámara
7. "Until The End" En Vivo
8. "Sinkin Soon" En Vivo

## Músicos
| Nombre        | Instrumento                                                                     |
| ------------- | ------------------------------------------------------------------------------- |
| Norah Jones   | piano, piano eléctrico, guitarra, guitarra eléctrica, cantante, piano Wurlitzer |
| Lee Alexander | bajo, contrabajo                                                                |
| Brian Blade   | batería                                                                         |
| Kevin Breit   | guitarra, banjo, vocalista de apoyo                                             |
| Rob Burger    | órgano                                                                          |
| David Gold    | viola                                                                           |
| Garth Hudson  | acordeón                                                                        |
| Adam Levy     | guitarra eléctrica                                                              |
| Dolly Parton  | vocalista                                                                       |

## Posicionamiento en listas

### Listas semanales
| Lista (2007)      | Mejor posición |
| ----------------- | -------------- |
| Argentina (CAPIF) | 1              |